# Bolinder-Munktell BM 10

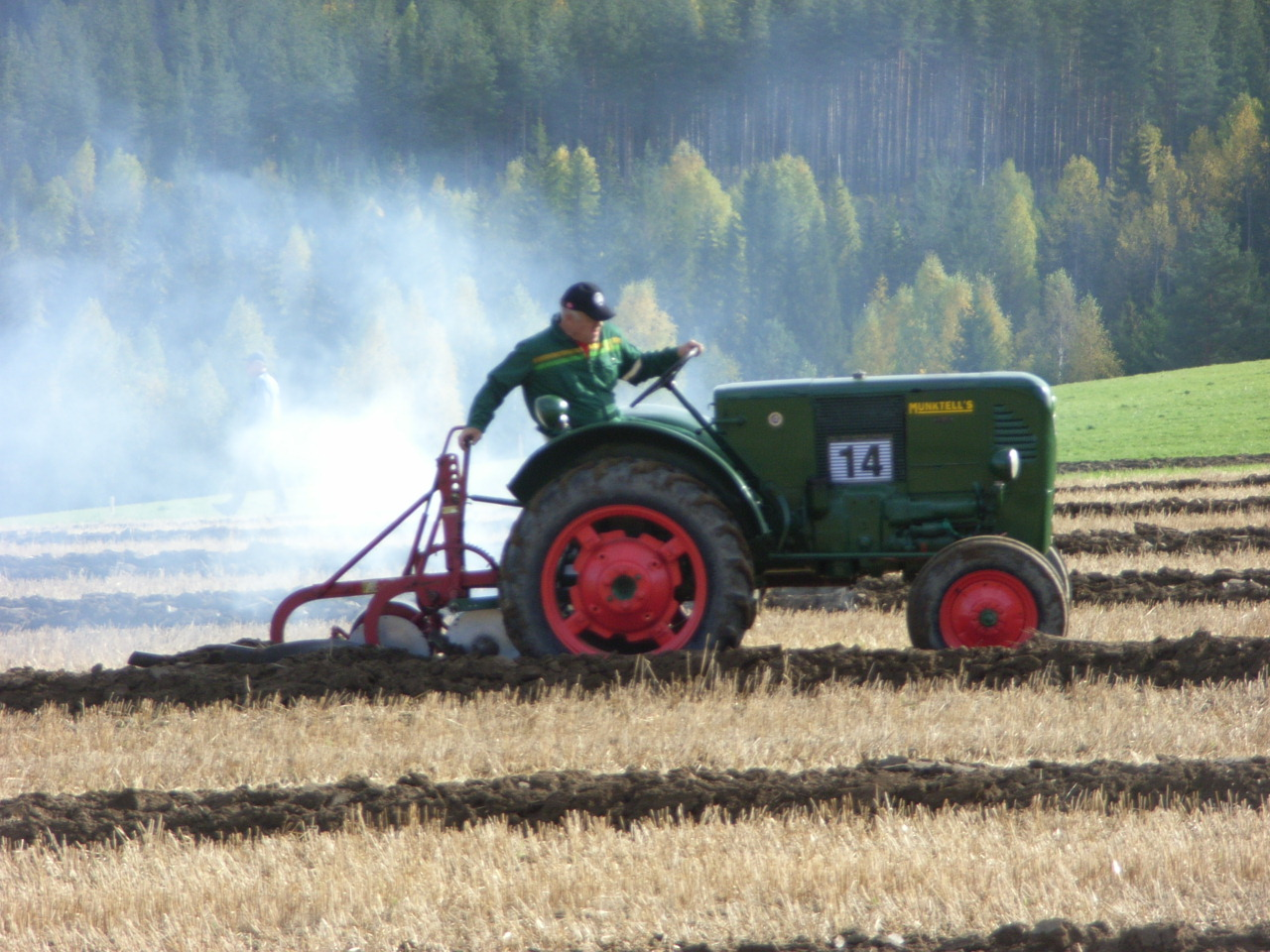
En BM 10 under veteranplöjning i Sigdal i Norge, 29 september 2019.

Bolinder-Munktell BM 10 var en traktor konstruerad av Bolinder-Munktell under åren 1946 till 1953. Det blev den sista Bolinder-Munktell traktorn med tändkulemotor och den var gjord för mindre/medelstora lantbruk jämfört med den större traktorn Bolinder-Munktell BM 20 som var till för större lantbruk. Traktorn var väldigt smal och hade en front som var 28 cm bred. Bakdelen av traktorn är gemensam med Volvos T 20 serie då företagen hade gemensamt utvecklat traktorn. Volvo använde däremot sina egna 4-cylindriga motorer jämfört med BMs 2-cylindriga 2-taktsmotorer. BM 10 hade från början sitt avgasrör riktat bakåt men blev senare riktat uppåt.

## Tekniska data
Motor:
- Beteckning: Bolinder W 3
- Typ: Tvåcylindrig tvåtakts tändkulemotor med sidoinsprutning
- Bränsle: Råolja
- Slagvolym: 2,71 l
- Max effekt: 23 hk vid 1200 rpm

Transmission:
- Växlar: 5 fram, 1 back
- Drivning: Tvåhjulsdrift

Produktion
- Tillverkningsår: 1946-1953
- Antal tillverkade: 6 400

## Källa
- Munktellmuseet. Bolinder-Munktell BM–10. 2022. Eskilstuna. Hämtad 2022-05-09.